# Нове Буяново (Шемуршинський район)
Нове Буя́ново (рос. Новое Буяново, чув. Çĕнĕ Тăрăн) — присілок у складі Шемуршинського району Чувашії, Росія. Входить до складу Карабай-Шемуршинського сільського поселення.
Населення — 322 особи (2010; 429 у 2002).
Національний склад:
- чуваші — 97 %